# Mindre fransormstjärna
Mindre fransormstjärna (Ophiura robusta) är en ormstjärneart som först beskrevs av Ayres 1851.  Mindre fransormstjärna ingår i släktet Ophiura och familjen fransormstjärnor. Enligt den svenska rödlistan är arten nära hotad i Sverige. Arten förekommer i Götaland. Artens livsmiljö är havet. Inga underarter finns listade i Catalogue of Life.